# Xã Elbridge, Michigan
Xã Elbridge (tiếng Anh: Elbridge Township) là một xã thuộc quận Oceana, tiểu bang Michigan, Hoa Kỳ. Năm 2010, dân số của xã này là 971 người.